# Last Rites – Sakrament für einen Mörder
Last Rites – Sakrament für einen Mörder (Originaltitel: Last Rites) ist ein US-amerikanischer Spielfilm aus dem Jahr 1998. Der Regisseur ist Kevin Dowling, das Drehbuch schrieb Tim Frost. Die Hauptrollen spielten Randy Quaid und Embeth Davidtz.

## Handlung
Der Serienmörder Jeremy Dillon soll für den Mord an drei Frauen auf dem elektrischen Stuhl hingerichtet werden.
Dillon zeigt keine Reue für seine Taten. Während der Exekution ist ein Unwetter und ein Blitz schlägt in das Kraftwerk, das die Haftanstalt mit Strom versorgt. Der Blitzschlag verursacht einen Kurzschluss, so dass die Hinrichtung unterbrochen wird und Dillon überlebt schwer verletzt.
Nach seiner Genesung kann Dillon sich an nichts mehr erinnern. Er leidet an Amnesie und weiß folglich weder, wer er ist, noch was er getan hat. Es beginnt nun ein Hin und Her zwischen den Befürwortern einer erneuten Hinrichtung und denjenigen, die Dillon eine zweite Hinrichtung ersparen wollen.

## Kritik
„Ein konsequent auf die Frage abgezirkelter Film, ob sein Protagonist den Wandel nur vortäuscht oder ob er sich in der Tat geändert hat. Da keine Seitenstränge der Handlung und keine Action-Einlagen vom Plot ablenken, steht und fällt der Film mit seinem Hauptdarsteller, der die Ambivalenz seiner Figur mit Bravour darzustellen versteht.“

„Spannend, aber arg weit hergeholt.“